# كوول كيث
كوول كيث (بالإنجليزية: Kool Keith)‏ هو كاتب أغاني وموسيقي ومنتج أسطوانات ومغني وعازف قيثارة أمريكي، ولد في 19 أكتوبر 1963 في ذا برونكس في الولايات المتحدة.

## وصلات خارجية
- الموقع الرسمي
- كوول كيث على موقع IMDb (الإنجليزية)
- كوول كيث على موقع ميوزك برينز (الإنجليزية)
- كوول كيث على موقع ميوزك برينز (الإنجليزية)
- كوول كيث على موقع إن إن دي بي (الإنجليزية)
- كوول كيث على موقع أول ميوزيك (الإنجليزية)
- كوول كيث على موقع أول ميوزيك (الإنجليزية)
- كوول كيث على موقع أول ميوزيك (الإنجليزية)
- كوول كيث على موقع ديسكوغز (الإنجليزية)
- كوول كيث على موقع ديسكوغز (الإنجليزية)
- كوول كيث على موقع قاعدة بيانات الفيلم (الإنجليزية)